# Michael Caine
Michael Caine (registrado al nacer como Maurice Joseph Micklewhite Jr.; Londres, 14 de marzo de 1933) es un actor británico, famoso por su particular acento inglés de East End. Ha aparecido en más de 150 películas a lo largo de su carrera y es considerado una leyenda en la industria cinematográfica británica.
Logró el reconocimiento del público en los sesenta con las cintas inglesas Zulu de 1964, Archivo confidencial de 1965, Alfie de 1966, por la cual aspiró al Óscar, The Italian Job de 1969 y La batalla de Inglaterra de 1969. Entre sus películas más importantes durante los setenta se encuentran: Asesino implacable de 1971, El último valle de 1972, La huella, la cual le dio su segunda candidatura al Óscar, El hombre que pudo reinar de 1975 y Un puente lejano de 1977. Logró un éxito mayor durante los ochenta con películas que fueron éxito, tanto en taquilla como en crítica con: Educando a Rita de 1983, por la que consiguió el BAFTA y un Globo de Oro, y con Hannah y sus hermanas de 1986, por la que consiguió el Óscar.
Para finales de los noventa, su carrera resurgió nuevamente con las cintas Little Voice de 1998, que le dio el Globo de Oro nuevamente, y con The Cider House Rules de 1999, la cual le premió con un segundo Óscar. A partir del nuevo milenio, Caine ha protagonizado películas de renombre internacional: en 2002 encarnó a Nigel Powers en Austin Powers in Goldmember y a Alfred Pennyworth en la trilogía de The Dark Knight del director Christopher Nolan. Este último también lo dirigió en El gran truco de 2006, El origen de 2010,  Interstellar de 2014, y Tenet de 2020. También destacan su participación secundaria en Children of Men de 2006 y en Cars 2 de 2011.
Michael Caine es, junto a Laurence Olivier, Paul Newman, Denzel Washington y Jack Nicholson, los únicos actores que han aspirado al Óscar en cinco décadas diferentes. Además, sus películas han recaudado cerca de $8000 millones de dólares a través de los años, convirtiéndolo en el undécimo actor de mayor recaudación de la historia. Fue nombrado Caballero por la reina Isabel II en 2000 por su contribución a las artes interpretativas.

## Biografía

### Primeros años
Nació en el distrito londinense de Rotherhithe el 14 de marzo de 1933. Fue bautizado como Maurice Joseph Micklewhite, pero a los 23 años cambió su nombre por el de Michael Caine, nombre artístico que había adoptado en 1954 cuando hacía audiciones con 22 años para trabajar en el cine.
De origen irlandés por parte de padre (este transportaba pescado en el mercado de Londres), creció en el barrio obrero de Rotherhithe, en donde se habla inglés con un acento denominado cockney, que se considera vulgar; curiosamente en su primera película como protagonista, Zulú, tuvo que interpretar a un oficial británico de clase alta. Caine disimuló su acento, aunque nunca lo abandonó del todo y se sintió orgulloso de él, así como de su origen humilde.
A los 15 años Caine dejó la escuela y realizó diversos trabajos de poca importancia, hasta que fue llamado a filas y destinado a Corea, donde llegó a entrar en combate.

### Inicios actorales
A su regreso comenzó a trabajar como asistente de producción en un teatro. Allí desarrolló su vocación de actor y pronto actuó en pequeños papeles, hasta que logró abrirse camino. Uno de sus trabajos en el teatro fue el de sustituto de Peter O'Toole, papel que interpretó cuando la compañía realizó una gira. Al comenzar a trabajar como actor, Caine adoptó el nombre artístico de Michael Scott, ya que el suyo le pareció inadecuado. En una ocasión estuvo hablando por teléfono con su agente desde una cabina. Debía comenzar en breve una nueva obra y su agente le dijo que tenía que cambiar inmediatamente su nombre artístico debido a que otro actor ya estaba usando el mismo nombre. Ante las prisas, Caine miró a su alrededor y vio en un cine los grandes carteles que anunciaban la película que se estaba proyectando y que era El motín del Caine. Le gustó el nombre y se quedó con él.

### Consolidación
En estos primeros años de su carrera, Caine trabajó intensamente e intervino también en películas y series de televisión, lo que le sirvió de preparación para el cine. Caine actuó y figuró por primera vez en títulos de crédito como el soldado Lockyer en Infierno en Corea, de 1956, como actor de reparto, junto a Stanley Baker, con el que coincidiría en la citada Zulú. Después de su primera película Zulú, realizada en 1964, Caine rodó dos películas que le convirtieron en un famoso actor. La primera fue interpretando al espía Harry Palmer en la película The Ipcress File (en Hispanoamérica Ipcress, archivo confidencial ), personaje que volvería a representar en otras dos ocasiones. La segunda fue Alfie, menos apreciada en los países no angloparlantes, ya que uno de los principales atractivos del filme son los monólogos de Caine hablados con el acento cockney. Las gruesas gafas al estilo máscara de buceo que llevaba al interpretar a Harry Palmer se convirtieron en marca de identidad de Caine y, a pesar de ellas, el público consideró a Caine como uno de los actores más atractivos de la época.

"Para mí ganar el Oscar supondría recibir más guiones sin manchas de café de otros actores."
Michael Caine (1963)

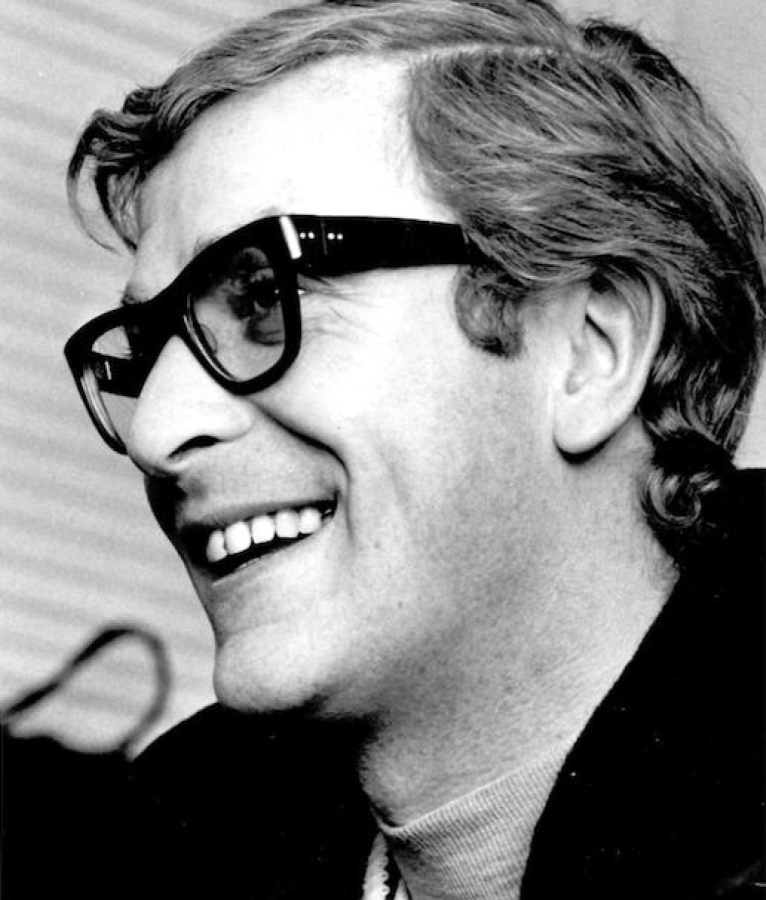
Michael Caine con su particular estilo de gafas de los años 60

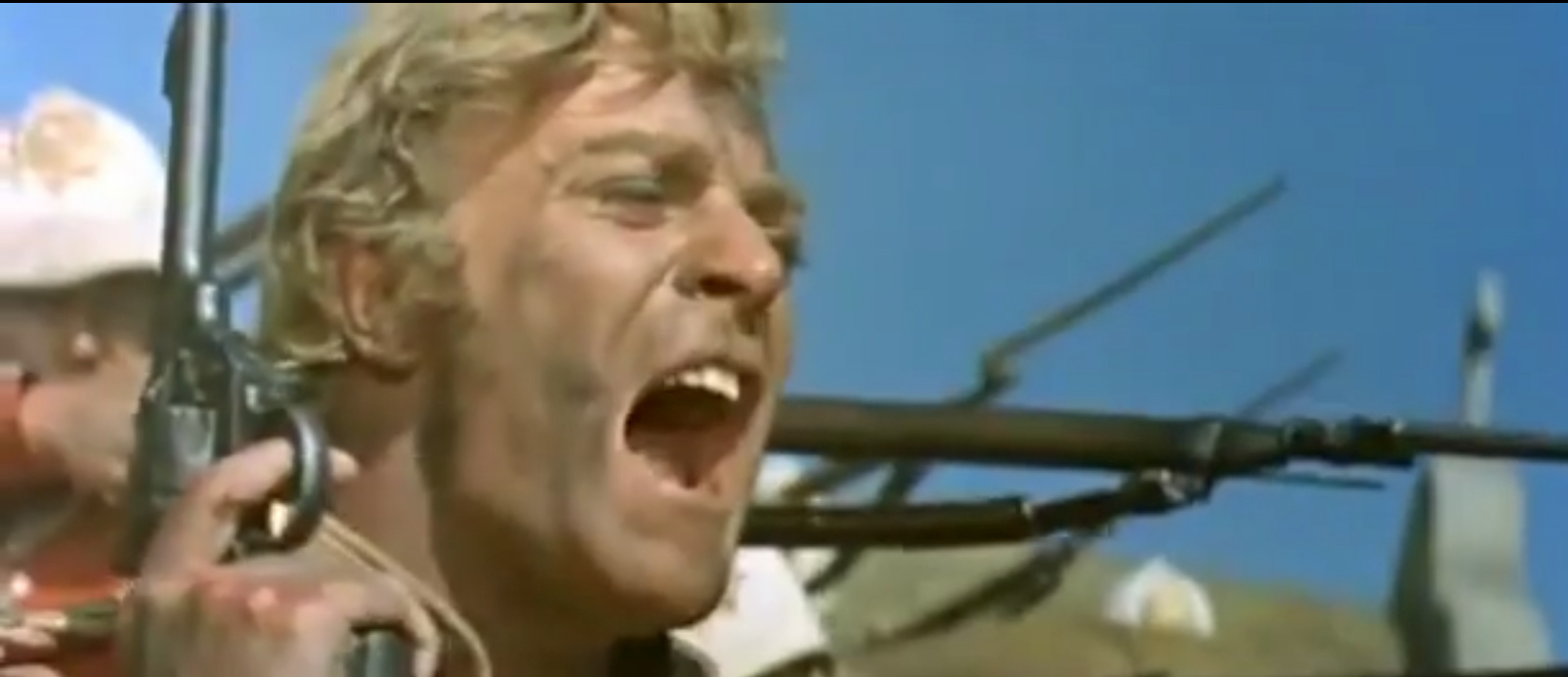
Michael Caine en el film Zulú de 1964.

A lo largo de los años, Caine ha ido incrementando su prestigio como actor, haciendo papeles más complejos y exigentes. Ha interpretado con un estilo desenvuelto confiriendo credibilidad a una gran diversidad de personajes, desde el profesor de universidad en Educando a Rita, auxiliar de aseo, militar de alta graduación, hasta el empresario de boxeo que ha visto mejores tiempos y que usa la violencia para recomponer su situación en Shiner.
En su dilatada carrera, Caine ha ganado tres Globos de Oro como mejor actor, ha sido nominado al Óscar como mejor actor principal en cuatro ocasiones, ha recibido dos Óscar como mejor actor de reparto por Hannah y sus hermanas y The Cider House Rules, y ha obtenido un premio de la Academia de Cine Británica al mejor actor por Educando a Rita. En 2015 recibió dos premios de la Academia de Cine Europeo, uno por su dilatada carrera, otro por Youth, de Paolo Sorrentino.
En 1997 encarnó al expresidente de Sudáfrica, Frederik de Klerk, que sacó a Nelson Mandela de la cárcel en la película Mandela and the Klerk.
En 2000 la Corte Real británica le nombró caballero, lo que le convirtió en  Sir Maurice Micklewhite. Él escogió recibir su caballería bajo su verdadero nombre como un signo de respeto por su padre, que se llama de la misma manera. En el interior del Actors Studio en 1998, indicó que se trataba de una tradición gitana la de poner el nombre Maurice al primogénito en la familia. Contrariamente a la costumbre generalizada entre los actores, Caine siempre ha utilizado su nombre verdadero en la vida real.
En 2013, a sus 80 años interpretó a Matthew Morgan en la película Mr. Morgans Last Love junto a Clemence Poesy, personificando a un viudo octogenario que entabla una cercana relación con una mujer joven (Pauline). En la película aparecen también Gillian Anderson y Justin Kirk.
En 2021, anuncia que se retira de la actuación después de realizar Best Sellers, su último trabajo con Aubrey Plaza. Aduce como motivos "un problema en la columna vertebral que afecta a mis piernas [...] ahora no soy actor, soy escritor y me encanta [...] Para ponerte a escribir, ¡no te tienes que levantar de la cama!", exclamaba.

## Último trabajo y retiro
A sus 89 años,  ha aceptado volver a la actuación interpretando sólidamente el rol del sacerdote Lord Boresh en la película checa "Medieval" en 2022 junto a Ben Foster, Sophie Lowe y Til Schweiger, entre otros reconocidos actores.
El 12 de octubre de 2023 anunció su retiro actoral forzoso y definitivo por aspectos de salud derivados de su avanzada edad.

## Vida personal
Caine se ha casado dos veces. Su primer matrimonio duró siete años (Patricia Haines). En 1973 se volvió a casar, esta vez con Shakira Caine. Tiene dos hijas, una de cada matrimonio.
Recientemente ha explicado que la muerte (natural o por algún cáncer) es su principal preocupación y está librando una batalla para prolongar su longeva existencia mejorando drásticamente su estilo de vida con el apoyo de su esposa. Michael Caine se ha posicionado a favor de la separación de Reino Unido de la Unión Europea, votando a favor del "Brexit". 

## Premios y nominaciones
Óscar
| Año  | Categoría              | Película              | Resultado |
| ---- | ---------------------- | --------------------- | --------- |
| 1967 | Mejor actor            | Alfie                 | Nominado  |
| 1973 | Mejor actor            | La huella             | Nominado  |
| 1984 | Mejor actor            | Educando a Rita       | Nominado  |
| 1987 | Mejor actor de reparto | Hannah y sus hermanas | Ganador   |
| 2000 | Mejor actor de reparto | The Cider House Rules | Ganador   |
| 2003 | Mejor actor            | The Quiet American    | Nominado  |

Globo de Oro
| Año  | Categoría                                              | Película              | Resultado |
| ---- | ------------------------------------------------------ | --------------------- | --------- |
| 1966 | Mejor actor - Drama                                    | Alfie                 | Nominado  |
| 1966 | Mejor actor - Comedia o musical                        | Ladrona por amor      | Nominado  |
| 1972 | Mejor actor - Drama                                    | La huella             | Nominado  |
| 1983 | Mejor actor - Comedia o musical                        | Educando a Rita       | Ganador   |
| 1986 | Mejor actor de reparto                                 | Hannah y sus hermanas | Nominado  |
| 1988 | Mejor actor - Comedia o musical                        | Un par de seductores  | Nominado  |
| 1988 | Mejor actor - Miniserie o telefilme                    | Jack el Destripador   | Ganador   |
| 1990 | Mejor actor - Miniserie o telefilme                    | Jekyll & Hyde         | Nominado  |
| 1997 | Mejor actor de reparto de serie, miniserie o telefilme | Mandela and de Klerk  | Nominado  |
| 1998 | Mejor actor - Comedia o musical                        | Little Voice          | Ganador   |
| 1999 | Mejor actor de reparto                                 | The Cider House Rules | Nominado  |
| 2002 | Mejor actor - Drama                                    | The Quiet American    | Nominado  |

Premios BAFTA
| Año  | Categoría                                              | Película              | Resultado |
| ---- | ------------------------------------------------------ | --------------------- | --------- |
| 1965 | Mejor actor británico                                  | The Ipcress File      | Nominado  |
| 1966 | Mejor actor británico                                  | Alfie                 | Nominado  |
| 1983 | Mejor actor                                            | Educando a Rita       | Ganador   |
| 1983 | Mejor actor                                            | The Honorary Consul   | Nominado  |
| 1986 | Mejor actor                                            | Hannah y sus hermanas | Nominado  |
| 1997 | Mejor actor de reparto de serie, miniserie o telefilme | Mandela and de Klerk  | Nominado  |
| 1998 | Mejor actor                                            | Little Voice          | Nominado  |
| 1999 | Mejor actor de reparto                                 | The Cider House Rules | Nominado  |
| 1999 | BAFTA Honorífico                                       | BAFTA Honorífico      | Ganador   |
| 2002 | Mejor actor                                            | The Quiet American    | Nominado  |

Premios del Sindicato de Actores
| Año  | Categoría              | Película              | Resultado |
| ---- | ---------------------- | --------------------- | --------- |
| 1999 | Mejor actor de reparto | The Cider House Rules | Ganador   |

Festival Internacional de Cine de San Sebastián
| Año  | Categoría                      | Película      | Resultado |
| ---- | ------------------------------ | ------------- | --------- |
| 1996 | Concha de Plata al mejor actor | Sangre y vino | Ganador   |
| 2000 | Premio Donostia                | -             | Ganador   |